# C/2012 F6 (Lemmon)
C/2012 F6 (Lemmon) est une comète périodique visible à l’œil nu dans l'hémisphère sud jusqu'à la fin mars 2013. Elle a été découverte en mars 2012 par A. R. Gibbs, à l'aide du télescope de 1,5 mètre du Mount Lemmon Survey, au sommet du mont Lemmon au nord de Tucson en Arizona.